# Kodiranje bojama
U informatici i teoriji grafova, metod kodiranja bojama efikasno pronalazi k-čvorova prostih puteva, k-čvorova ciklusa i druge podgrafove zadatog grafa koristeći algoritme verovatnoće. Ovaj metod pokazuje da se mnogi izomorfni problemi podgrafova (NP-kompletni problemi) mogu rešiti u polinomijalnom vremenu.
Teoriju i analizu metoda kodiranja bojama predložili su Noga Alon, Raphael Yuster, i Uri Zwick 1994. godine.

## Vremenska složenost
Sledeći rezultati mogu biti dobijeni metodom kodiranja bojama:
- Za svaku konstantu {\displaystyle k}, ako graf {\displaystyle G=(V,E)} sadrži prost ciklus {\displaystyle k}, onda se takav ciklus može naći u:
  - O({\displaystyle V^{\omega }}) očekivanom vremenu, ili
  - O({\displaystyle V^{\omega }\log V}) vremenu najgoreg slučaja, gde je {\displaystyle \omega } eksponent množenja matrica.
- Za svaku konstantu {\displaystyle k}, i svaki graf {\displaystyle G=(V,E)} koji je u nekoj netrivijalnoj familiji grafova, ako {\displaystyle G} sadrži prost ciklus veličine {\displaystyle k}, onda se takav ciklus može naći u:
  - O({\displaystyle V}) očekivanom vremenu, ili
  - O({\displaystyle V\log V}) vremenu najgoreg slučaja.
- Ako graf {\displaystyle G=(V,E)} sadrži podgraf izomorfan ograničenom stabloširinskom grafu koji ima {\displaystyle O(\log V)} čvorova, onda se takav podgraf može pronaći u polinomijalnom vremenu.

## Metod
Da bi se pronašao podgraf {\displaystyle H=(V_{H},E_{H})} datog grafa {\displaystyle G=(V,E)}, gde {\displaystyle H} može biti put ili ciklus, metoda kodiranja bojama počinje nasumičnim bojanjem svakog čvora grafa {\displaystyle G} sa {\displaystyle k=|V_{H}|} različitih boja, a zatim nalazi šarene kopije od {\displaystyle H} u obojenom grafu {\displaystyle G}. Graf je šaren ako je svaki čvor u njemu obojen različitim bojama. Ova metoda funkcionise ponavljanjem (1) nasumičnog bojanja grafa i (2) pronalaženjem šarene kopije traženog podgrafa pa će se traženi podgraf pronaći u procesu ponavljanja.
Pretpostavimo da {\displaystyle H} postaje šarena sa nekom ne-nula verovatnoćom {\displaystyle p}. Iz toga sledi da ako se nasumično bojanje ponavlja {\displaystyle {\tfrac {1}{p}}} puta, onda se očekuje da {\displaystyle H} postane šaren. Iako {\displaystyle p} ima malu vrednost, pokazano je da ako {\displaystyle |V_{H}|=O(\log V)}, {\displaystyle p} je samo polinomijalno male vrednosti. Pretpostavimo ponovi da postoji algoritam takav da, dati graf {\displaystyle G} i bojanja koja označavaju svaki čvor grafa {\displaystyle G} jednom od {\displaystyle k} boja, nalazi šarenu kopiju {\displaystyle H}, ako ona postoji, za neko izvršno vreme {\displaystyle O(r)}. Onda je očekivano vreme nalaženja kopije {\displaystyle H} u grafu {\displaystyle G}, ako ista postoji, iznosi {\displaystyle O({\tfrac {r}{p}})}.

### Primer
Primer koji nalazi prost ciklus dužine {\displaystyle k} u grafu {\displaystyle G=(V,E)}. 
Nasumičnim bojanjem, svaki prost ciklus ima verovatnocu {\displaystyle k!/k^{k}>{\tfrac {1}{e^{k}}}} da postane šaren, kako postoji {\displaystyle k^{k}} različitih načina bojanja {\displaystyle k} čvorova puta, među kojima su {\displaystyle k!} šarenih pojavljivanja. Onda se algoritam (dole opisan), sa vremenom izvršavanja {\displaystyle O(V^{\omega })} može koristiti da se pronađe šareni ciklus u nasumično obojanom grafu {\displaystyle G}. Zbog toga je potrebno {\displaystyle e^{k}\cdot O(V^{\omega })} ukupnog vremena da se pronađe jednostavan ciklus dužine {\displaystyle k} grafa {\displaystyle G}.
Algoritam za traženje šarenog ciklusa radi tako što prvo pronalazi sve parove čvorova u V koji su povezani prostim putem dužine k − 1, zatim proverava da li su svaka dva čvora povezana. Pozivanjem funkcije za bojanje {\displaystyle c:V\rightarrow \{1,\dots ,k\}} da oboji graf {\displaystyle G}, numerišu se svi skupovi boja {\displaystyle \{1,\dots ,k\}} u dva potskupa {\displaystyle C_{1}}, {\displaystyle C_{2}} svaki veličine {\displaystyle k/2}. Primeti se da {\displaystyle V} može biti podeljen na {\displaystyle V_{1}} i {\displaystyle V_{2}} shodno tome i {\displaystyle G_{1}} i {\displaystyle G_{2}} označavaju podgraf indukovanih {\displaystyle V_{1}} i {\displaystyle V_{2}} proporcijalno. Zatim se rekurzivno nalazi šareni put dužine {\displaystyle k/2-1} u svakoj od {\displaystyle G_{1}}i {\displaystyle G_{2}}. Pretpostavimo da Bulove matrice {\displaystyle A_{1}} i {\displaystyle A_{2}} predstavljaju povezanost svakog para čvorova {\displaystyle G_{1}} i {\displaystyle G_{2}} šarenim putem, proporcijalno, i neka {\displaystyle B} bude matrica koja opisuje susedstva između čvorova {\displaystyle V_{1}} i {\displaystyle V_{2}}. Bulov proizvod {\displaystyle A_{1}BA_{2}} daje sve parove čvorova u {\displaystyle V} koji su povezani šarenim putem dužine {\displaystyle k-1}. Dakle, rekurzivni odnos množenja matrica je {\displaystyle t(k)\leq 2^{k}\cdot t(k/2)}, što obezbeđuje vreme izvršavanja {\displaystyle 2^{O(k)}\cdot V^{\omega }\in O(V^{\omega })}. 
Kako ovaj algoritam pronalazi samo krajnje tačke šarenog puta, postoji i drugi algoritam od Alona i Naora koji pronalazi šarene puteve koji mogu izgrađivati sami sebe.

## Otklanjanje slučajnosti
Otklanjanje nasumičnosti kod kodiranja bojama podrazumeva nabrajanja mogućih boja grafa, takva da slučajnost kod bojanja više nije potrebna. Da bi ciljni podgraf {\displaystyle H} u grafu {\displaystyle G} bio otkriven, nabrajanje mora da sadrži bar jedan primer gde je {\displaystyle H} šaren. Da bi se ovo postiglo, dovoljno je da se nabraja {\displaystyle k}-savršenih familija {\displaystyle F} heš funkcija od {\displaystyle \{1,2,\dots ,|V|\}} to {\displaystyle \{1,2,\dots ,k\}}. Po definiciji, {\displaystyle F} je k-savršen za svaki podskup {\displaystyle S} od {\displaystyle \{1,2,\dots ,|V|\}} gde je {\displaystyle |S|=k}, postoji heš funkcija {\displaystyle h\in F} takva da je {\displaystyle h:S\rightarrow \{1,2,\dots ,k\}} savršena. Drugim rečima, mora postojati heš funkcija u {\displaystyle F} koja boji bilo kojih datih {\displaystyle k} čvorova sa {\displaystyle k} različitih boja.
Postoji nekoliko različitih pristupa da se izgradi tako savršena heš familija:
1. Najbolju eksplicitnu konstrukciju napisali su: Moni Naor, Leonard J. Schulman i Aravind Srinivasan u kojoj se može dobiti familija veličine {\displaystyle e^{k}k^{O(\log k)}\log |V|}. Ovaj način ne zahteva da traženi podgraf postoji u originalnom problemu pronalaženja podgrafa.
2. Drugu eksplicitnu konstrukciju napisali su Jeanette P. Schmidt i Alan Siegel. Ovde je porodica veličine {\displaystyle 2^{O(k)}\log ^{2}|V|}.
3. Još jedna konstrukcija se pojavljuje u originalnom dokumentu Noge Alona. Prvo se napravi k-savršena familija, koja mapira {\displaystyle \{1,2,\dots ,|V|\}} do {\displaystyle \{1,2,\dots ,k^{2}\}}, zatim se napravi još jedna k-savršena familija koja mapira {\displaystyle \{1,2,\dots ,k^{2}\}} do {\displaystyle \{1,2,\dots ,k\}}. U prvom koraku, moguće je konstruisati familiju sa {\displaystyle 2n\log k} slučajnih bitova koji su gotovo {\displaystyle 2\log k} mudro nezavisni i prostor potreban za generisanje tih slučajnih bitova može biti mali {\displaystyle k^{O(1)}\log |V|}. U drugom koraku, su Jeanette P. Schmidt i Alan Siegel pokazali da veličina takve {\displaystyle k}-savršene familije može biti {\displaystyle 2^{O(k)}}. Shodno tome, komponovanjem {\displaystyle k}-savršene familije od oba koraka, može se dobiti {\displaystyle k}-savršena familija veličine {\displaystyle 2^{O(k)}\log |V|} koja mapira od {\displaystyle \{1,2,\dots ,|V|\}} do {\displaystyle \{1,2,\dots ,k\}}.

## Upotreba
Od skoro, kodiranje bojama privlači mnogo pažnje u polju bioinformatike. Jedan od primera je otkrivanje signalnih puteva u protein-protein interakciji. Drugi primer je da se otkrije i prebroji broj motiva u PPI. Proučavanjem oba omogućava dublje razumevanje sličnosti i razlika mnogih bioloških funkcija, procesa i struktura među organizmima.
Zbog velike količine prikupljenih podataka (o genima), potraga puteva i motiva može veoma dugo trajati. Međutim, korišćenjem kodiranja bojama, motivi ili signalni putevi sa {\displaystyle k=O(\log n)} čvorova u mreži {\displaystyle G} sa {\displaystyle n} čvorova vertices mogu se naći veoma efikasno, u polinomijalnom vremenu. To omogućava istraživanja složenijih i većih struktura u protein-protein interakcijama. Više detalja se može pronaći.

## Literatura
-{
- Alon, N., Yuster, R., and Zwick, U. 1994. Color-coding: a new method for finding simple paths, cycles and other small subgraphs within large graphs. In Proceedings of the Twenty-Sixth Annual ACM Symposium on theory of Computing (Montreal, Quebec, Canada, May 23–25, 1994)
- Alon, N., Yuster, R., and Zwick, U. 1995. Color-coding. J. ACM 42, 4 (Jul. 1995)
- Coppersmith–Winograd Algorithm
- Naor, M., Schulman, L. J., and Srinivasan, A. 1995. Splitters and near-optimal derandomization. In Proceedings of the 36th Annual Symposium on Foundations of Computer Science (October 23–25, 1995)
- Schmidt, J. P. and Siegel, A. 1990. The spatial complexity of oblivious k-probe Hash functions. SIAM J. Comput. 19, 5 (Sep. 1990)
- Naor, J. and Naor, M. 1990. Small-bias probability spaces: efficient constructions and applications. In Proceedings of the Twenty-Second Annual ACM Symposium on theory of Computing (Baltimore, Maryland, United States, May 13–17, 1990)
- Alon, N., Dao, P., Hajirasouliha, I., Hormozdiari, F., and Sahinalp, S. C. 2008. Biomolecular network motif counting and discovery by color coding. Bioinformatics 24, 13 (Jul. 2008)
- Hüffner, F., Wernicke, S., and Zichner, T. 2008. Algorithm Engineering for Color-Coding with Applications to Signaling Pathway Detection. Algorithmica 52, 2 (Aug. 2008)

}-